# Norderfriedrichskoog
Norderfriedrichskoog (duń. Nørre Frederikskoog) – miejscowość i gmina w Niemczech, w kraju związkowym Szlezwik-Holsztyn, w powiecie Nordfriesland, wchodzi w skład urzędu Eiderstedt.